# USS Forrestal (CVA-59)
O USS Forrestal (CVA-59) foi um porta-aviões, construído para a Marinha dos Estados Unidos em 1952, pertencente à Classe Forrestal.

## Características
O navio deslocava 80 000 toneladas à plena carga. Era uma belonave gigantesca, um verdadeiro aeroporto flutuante, com comprimento total de 326 metros e largura de 76 metros.
Possuía 4 catapultas a vapor. Sua capacidade era de 90 aviões. O navio contava com três hangares sobrepostos e um total de 19 andares, ou níveis.

### Tripulação
A tripulação do Forrestal era composta por 3 019 tripulantes, excluindo-se os tripulantes das aeronaves.
Sua população média era de 5 499 pessoas quando em operação.

### Estrutura
Sua estrutura pesava 52 500 toneladas de aço inoxidável. A solda elétrica utilizada em sua construção consumiu 1 000 toneladas de eletrodos de aço inoxidável.
Possuía quatro elevadores e eram servidas diariamente em torno de 10 500 refeições.
Sua central telefônica interna possuía 2 300 ramais, o consumo diário de água doce era em torno de 750 000 litros.

### Sistemas de direção, âncora e tração
Os lemes de direção do navio pesavam 45 toneladas cada um, eram três no total.
Suas 4 hélices possuíam 5 lâminas cada, tinham sete metros de diâmetro, pesando em torno de 20 toneladas. As âncoras do navio eram divididas em duas, pesando trinta toneladas cada.
O sistema de tração era composto quatro turbinas engrenadas, funcionavam a vapor gerado por 8 caldeiras, que desenvolviam 250 000 HP, que seriam substituídas por reatores nucleares no início da década de sessenta.

### Velocidade de cruzeiro
A belonave alcançava a velocidade de cruzeiro de 30 nós por hora, (perto de 60 km por hora).

## OForrestale o golpe de 1964 no Brasil
Em 1964, o governo dos Estados Unidos apoiou o golpe militar de 1964 no Brasil contra o presidente democraticamente eleito João Goulart. Para tanto, o presidente americano Lyndon B. Johnson enviou o USS Forrestal (e alguns destróieres) para a costa brasileira com ordens de apoiarem as tropas golpistas caso houvesse resistência ao golpe (Operação Brother Sam). Os navios foram enviados sob o pretexto de um exercício militar conjunto entre as nações. O governo americano, à época, negou que o propósito da missão era apoiar os golpistas. Mais tarde, contudo, documentos revelados da CIA teriam comprovado o caráter subliminar da operação. Como não houve violência ou resistência durante o Golpe de 64, a missão principal do USS Forrestal foi cancelada e ele retornou aos Estados Unidos no mesmo ano antes de ser realocado para o Vietnã.

## Incêndio em 1967

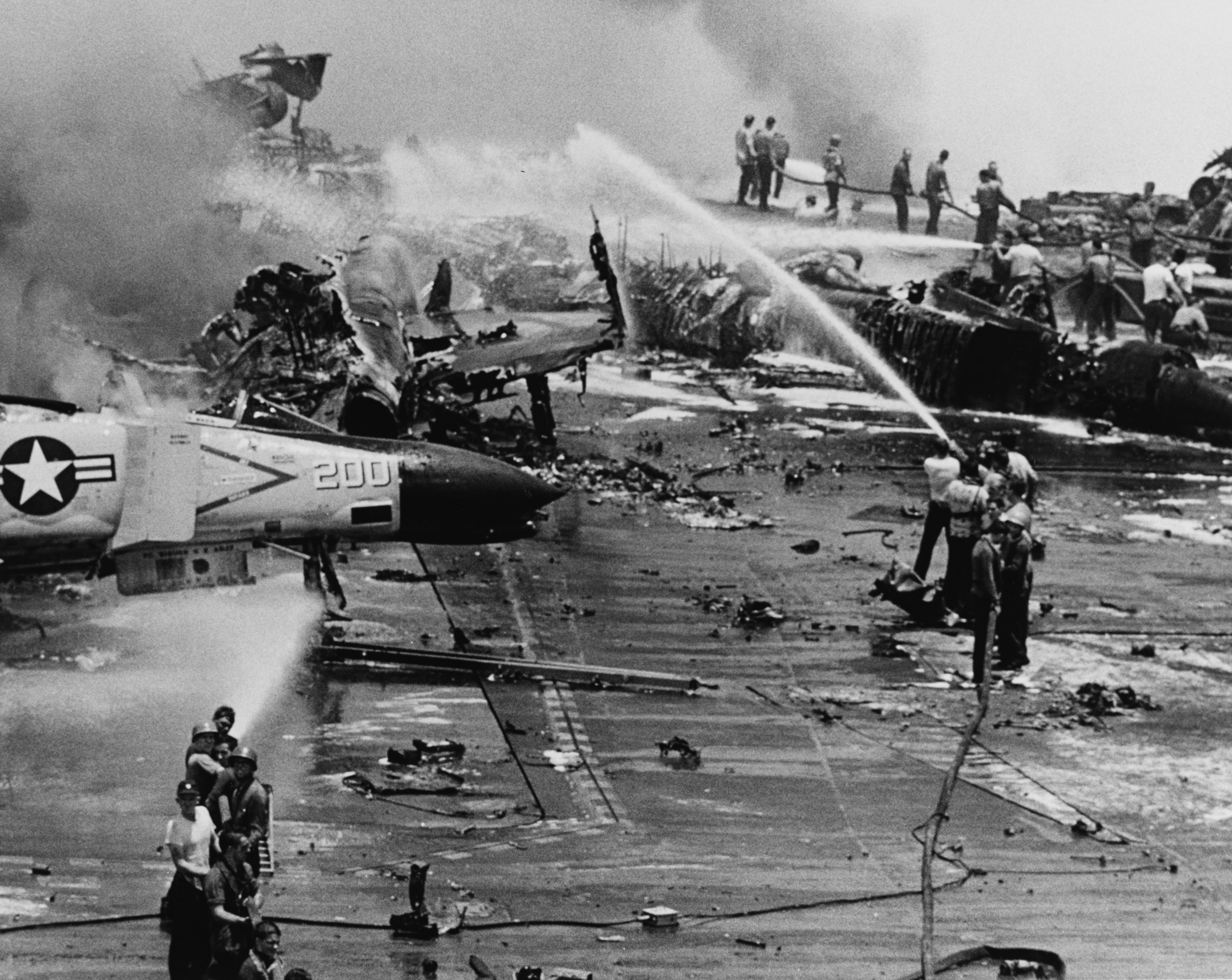
Combate ao incêndio de 29 de julho de 1967 no USS Forrestal.

Em junho 1967, o Forrestal partiu de Norfolk para a costa do Vietnã. No Golfo de Tonkin, em 29 julho, o porta-aviões deveria mais uma vez lançar suas aeronaves em ataque, o que já vinha fazendo havia quatro dias. Os aviões já haviam cumprido cerca de 150 missões contra alvos norte-vietnamitas a partir da embarcação. Naquele fatídico dia, durante a preparação das aeronaves para o ataque, um Zuni (foguete) [en] instalado em um F-4 Phantom, foi disparado acidentalmente, atingindo um A-4 Skyhawk, carregado de armamentos. O foguete atingiu um tanque externo do Skyhawk, com 400 galões (1 500 litros) de combustível, dando início a um incêndio, que se propagou rapidamente, durando várias horas. Bombas explodiram pela ação do fogo, atingindo os homens que combatiam as chamas e os que tentavam salvar os companheiros. A detonação das bombas abriu buracos na plataforma, fazendo com que o combustível em chamas atingisse também os compartimentos inferiores da embarcação. O acidente causou a morte de 134 pessoas e feriu outras 161. Foram destruídos 21 aviões e o prejuízo total foi de US$72 milhões. Entre os feridos, estava o tenente-comandante, e depois senador dos EUA, John McCain.

## Desativação
Entre 1968 e 1991, o Forrestal manteve-se em operação, servindo em missões na Tunísia, em Guantánamo e treinamentos navais como o Northern Wedding [en]. Participou também da Operação Earnest Will que protegia navios petroleiros kwaitianos, no final da década de 80. Em 1991 foi designado para servir como navio de treinamento, com a denominação AVT-59 e no ano seguinte teve início uma completa reestruturação que duraria cerca de quatorze meses. Contudo, a Marinha resolveu descomissioná-lo em 1993, antes de completar o trabalho. Depois de mais de 37 anos de serviço, o Forrestal foi desativado em 11 de setembro de 1993. Muitas de suas partes foram utilizadas para manutenção em outras embarcações, como duas âncoras de trinta toneladas, que foram transferidas para o USS John C. Stennis e quatro hélices de bronze, que foram instaladas no USS Harry S. Truman, quando este ainda era construído. Em 16 de junho de 1999, a Marinha anunciou que o navio estaria disponível para doação para alguma organização que tivesse interesse em transformá-lo em um museu ou memorial. Foi criada a organização USS Forrestal Museum Inc, que iniciou uma campanha para conseguir a doação da embarcação pela Marinha, para ser destinada a um museu, que seria localizado em Baltimore. No entanto, o plano não foi bem sucedido, e não houve nenhuma outra proposta viável. A Marinha retirou a disponibilidade de doação em dezembro de 2003 e o Forrestal foi posteriormente destinado a ser sucateado.
Em 15 de junho de 2010, o Forrestal foi rebocado da Estação Naval de Newport [en], em Rhode Island, onde estava atracado desde 1998, para uma pier destinado ao atracamento de navios desativados, na Filadélfia (Philadelphia Naval Yard), onde já se encontrava também o USS John F. Kennedy, desde 2007.
Em 26 de janeiro de 2012, o Comando da Marinha publicou um comunicado de solicitação para o reboque e sucateamento completo de vários porta-aviões das classes CV-59 e CV-63. Em outubro de 2013, o Forrestal foi arrematado pela metalúrgica All Star Metals de Brownsville, no Texas. Em 4 de fevereiro de 2014, o Forrestal foi rebocado do Philadelphia Naval Yard, chegando à All Star Metals, em Brownsville depois de quatorze dias, para o sucateamento final. De acordo com o Registro Naval da Marinha, a demolição foi concluída em 15 de dezembro de 2015. Uma placa da popa com o nome "Forrestal" foi retirada e restaurada, encontrando-se no Museu Nacional de Aviação Naval [en], em Pensacola, na Flórida.

## Imagens

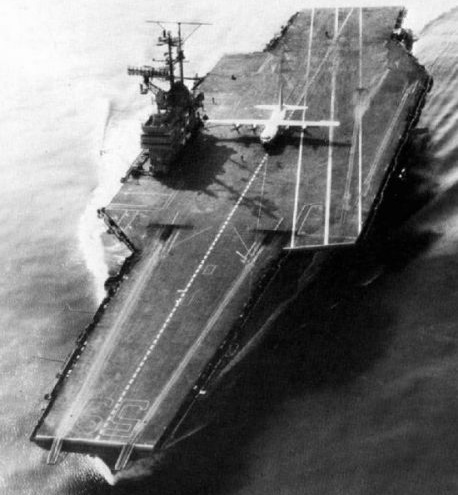
USS Forrestal (CVA-59), com um avião C-130 Hercules no deck de pouso (1963).
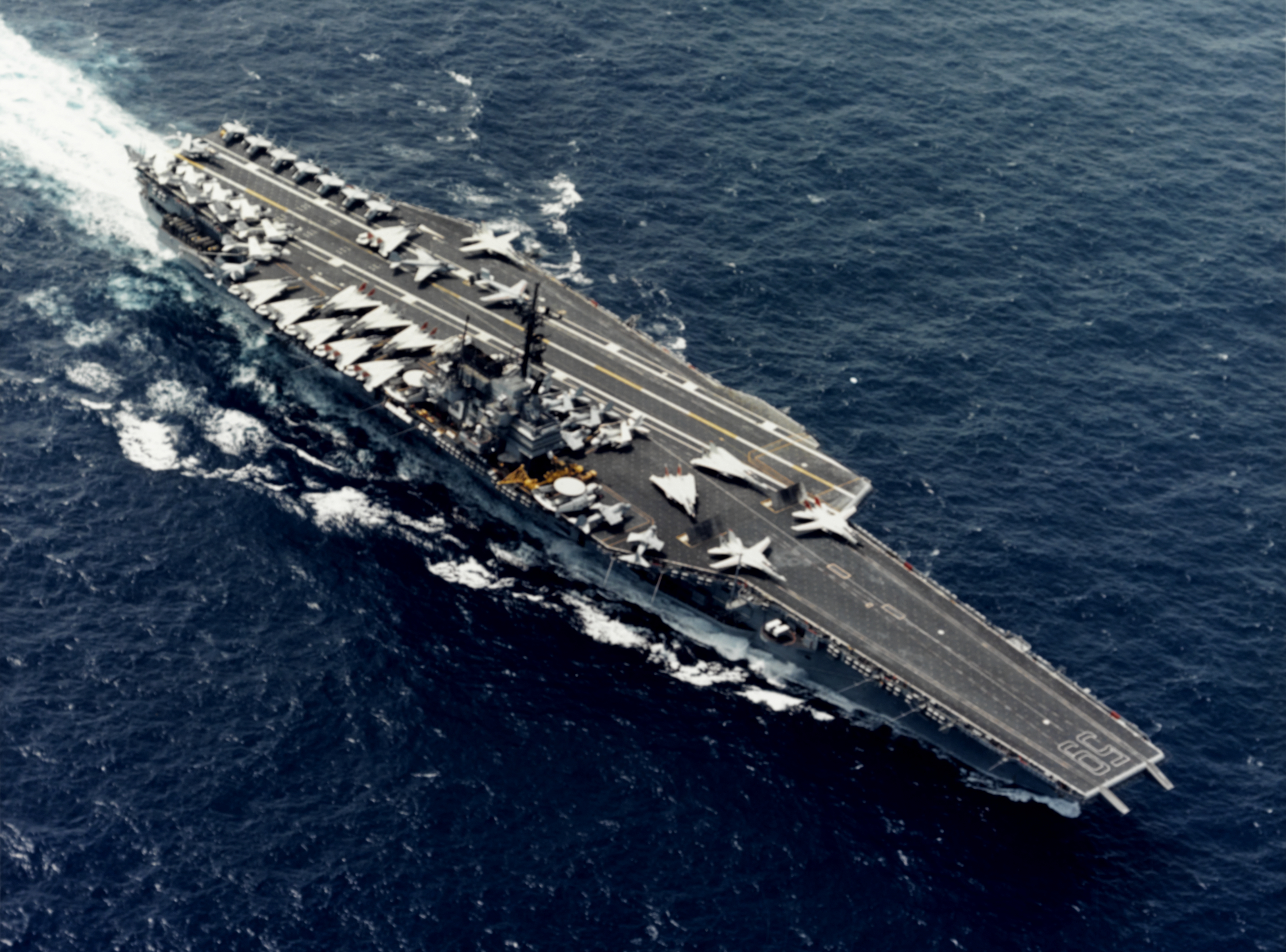
Forrestal c.1987
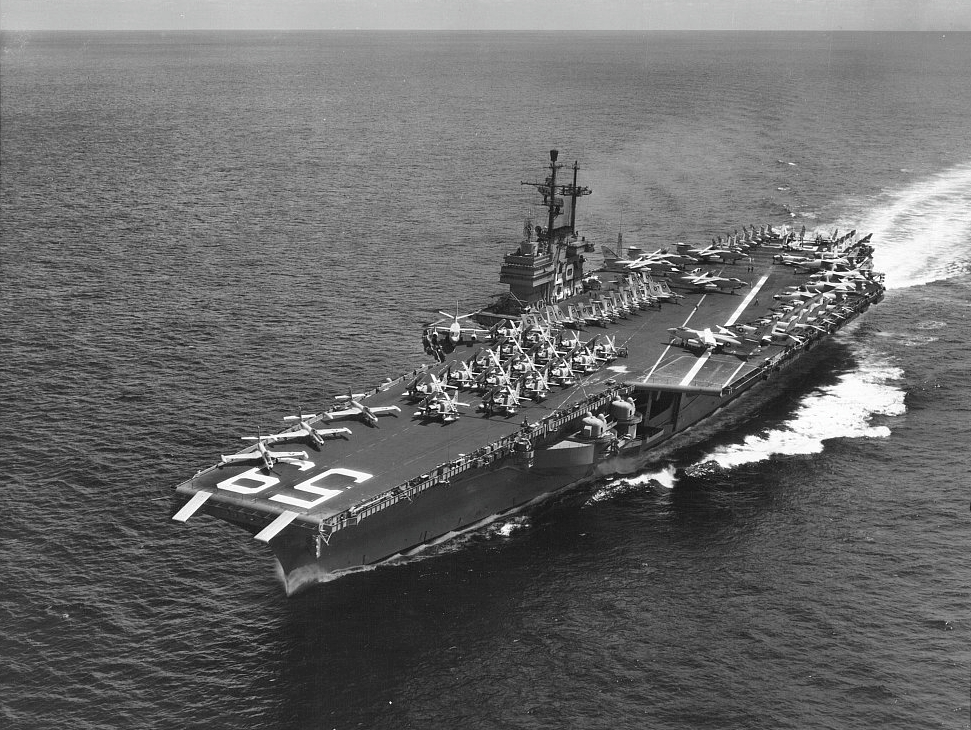
Forrestal c.1957